# Лемер, Жюль
Жюль Лемер (фр. Jules Lemaire; 17 февраля 1814, Ферьер, департамент Сена и Марна — 8 марта 1873, Ле Лила, департамент Сена) — французский медик и фармацевт, один из пионеров антисептики. 
Во Франции с 1815 года обратили внимание на антисептические и дезинфицирующие свойства продуктов каменноугольной смолы, главным образом карболовой кислоты. Французская Академия наук предприняла подробное исследование дезинфицирующих свойств карболовой кислоты. Работу по испытанию её свойств выполнил Жюль Лемер, который в то время был аптекарем парижской больницы, поставивший ряд опытов. Он стал отстаивать и пропагандировать точку зрения, что настоящей причиной заразных болезней и нагноений являются микробы. В науке преобладало мнение, что истинной причиной разложения и нагноения является кислород. В 1863 году Луи Пастер опроверг убеждение, что кислород является причиной нагноения, и доказал, что причиной являются мельчайшие живые существа, находящиеся в воздухе. 
С 1859 года Лемер использовал фенол (карболовая кислота) для борьбы с гнойными инфекциями указав на её противогнилостное действие. Об антисептическом действии карболовой кислоты Лемер узнал от аптекаря Фердинанда Лебёфа (Ferdinand Le Beuf). Лемер убедился, что коальтаровая эмульсия (каменноугольный дёготь) очищает рану от гноя, воспрепятствовав его дальнейшему выделению и способствует быстрому заживлению язвы. Лемер доказал, что воздушная среда является одним из источник брожения, гниения, разложения. По его мнению каждая рана является местом «брожения», а нагноение — это род брожения, связанный с развитием микроорганизмов. Результаты своего исследования он опубликовал в 1860 году. Придерживаясь зародышевой теории брожения и гниения, в своей работе «Фенол» (второе дополненное издание) предложил в 1865 году карболовую кислоту для дезинфекции, сохранения пищевых продуктов, а также против различных болезней в медицинских учреждениях. 
Практическое применение в медицинских целях карболовой кислоты  началось с того времени, как Джозеф Листер предложил свой антисептический метод в работе «О новом способе лечения переломов и гнойников с замечаниями о причинах нагноения» (1867). Причём Листера публично обвинили в том, что он «приписывает первое хирургическое применение карболовой кислоты» себе. Статья «Карболовая кислота в хирургии» с обвинениями Листера в плагиате видимо принадлежала Джеймсу Симпсону, который ввёл в клиническую практику хлороформ. Листер возражал, что ранее он был не знаком с трудами Лемера «поскольку работа французского хирурга, похоже, не привлекла внимания представителей нашей профессии». Кроме того Листер указывал, что в его методе «новинкой было не применение карболовой кислоты в хирургии (на что я никогда не претендовал), а методы её применения с целью защитить заживающие раны от внешнего проникновения». Ознакомившись с работой Лемера Листер также указывал, что французский медик слишком широко рекомендовал применение карболовой кислоты и не предлагал никакого метода или руководящего принципа использования, а также рекомендовал слишком слабый раствор кислоты. В письме к отцу Листер указывал:  
Кроме того, я не вижу особой важности того, кто именно первый применил карболку при лечении опухолей, кто при лечении ран, кто при лечении переломов и кто при абсцессах.